# Zmarli w lutym 2022

## Luty 2022
- 28 lutego
  - Abu Zajd Umar Durda – libijski polityk, minister informacji i kultury (1972–1974), premier (1990–1994)[1]
  - Ołeksandr Jancen – ukraiński działacz społeczny[2]
  - Piotr Majcher – polski lekarz, rehabilitant medyczny, dr hab.[3]
  - Hans Menasse – austriacki piłkarz[4]
  - Bhichai Rattakul – tajski polityk, wicepremier (1983–1990, 1997–2000), przewodniczący parlamentu (2000)[5]
  - Andriej Suchowiecki – rosyjski generał-major, zastępca dowódcy rosyjskiej 41. Armii Połączonych Sił Lądowych[6][7]
- 27 lutego
  - Veronica Carlson – brytyjska aktorka i modelka[8]
  - José Carlos Castanho de Almeida – brazylijski duchowny rzymskokatolicki, biskup Itumbiara (1987–1994) i Araçatuba (1994–2003)[9]
  - Marcel Conche – francuski filozof[10]
  - Luan Hajra – kosowski piosenkarz[11]
  - Marieta Janaku – grecka polityk i lekarka, minister zdrowia (1990–1991) i edukacji (2004–2007), deputowana krajowa i europejska[12]
  - Miroslaw Naumowski – jugosłowiański i macedoński piłkarz ręczny i dziennikarz sportowy[13]
  - Janusz Szwaja – polski prawnik[14]
  - Dariusz Walczak – polski działacz społeczny, autor książek o tematyce tramwajowej w Polsce[15][16]
  - Lari Williams – nigeryjski aktor i poeta[17]
  - Nick Zedd – amerykański reżyser i aktor[18]
- 26 lutego
  - Moss Cass – australijski polityk i lekarz, minister środowiska (1972–1975) i mediów (1975)[19][20]
  - Jovan Joja Damjanović – jugosłowiański i czarnogórski piłkarz i działacz sportowy[21]
  - Nenad Gajić – czarnogórski piłkarz i trener[22]
  - Jerzy Jakubczyc – polski ekonomista, prof. dr hab.[23]
  - Lee O-young – południowokoreański pisarz i krytyk literacki, minister kultury (1989–1990)[24]
  - Danny Ongais – amerykański kierowca wyścigowy[25]
  - Antonio Seguí – argentyński malarz i karykaturzysta[26]
  - Srihadi Soedarsono – indonezyjski malarz[27]
  - Magomied Tuszajew – czeczeński generał, dowódca  141. Pułku Zmotoryzowanego Gwardii Narodowej Czeczenii podczas inwazji na Ukrainę (2022)[28]
- 25 lutego
  - Jolanta Krzywańska – polska śpiewaczka operowa[29]
  - Shirley Hughes, angielska autorka i ilustratorka[30]
  - Stefan Kulig – polski żołnierz podziemia podczas II wojny światowej, więzień obozów koncentracyjnych i więzień polityczny[31]
  - Krzysztof Ostrowski – polski socjolog i politolog[32]
  - Michel le Royer – francuski aktor[33]
  - Grzegorz Młudzik – polski aktor[34]
  - Ołeksandr Oksanczenko – ukraiński pilot, pułkownik, Bohater Ukrainy[35]
  - Fabio Picchi – włoski kuchmistrz i osobowość telewizyjna[36]
  - Witalij Sapyło – ukraiński piłkarz[37]
  - Dmitris Tsowolas – grecki polityk, minister finansów (1985–1989)[38]
  - Joeli Vidiri – fidżyjski rugbysta, reprezentant kraju[39]
- 24 lutego
  - Marek Bujak – polski samorządowiec i nauczyciel, starosta ropczycko-sędziszowski (1999–2002)[40]
  - Nurmagomied Gadżymagomiedow – rosyjski żołnierz, uczestnik inwazji rosyjskiej na Ukrainę, Bohater Federacji Rosyjskiej[41][42]
  - Jan Gomola – polski piłkarz[43]
  - Sally Kellerman – amerykańska aktorka[44]
  - Hieronim Kowalski – polski pilot, instruktor lotniczy i szybowcowy[45]
  - Eduardo Mirás – argentyński duchowny katolicki, arcybiskup[46]
  - Stanisław Molski – polski chirurg, prof. dr hab.[47]
  - Gary North – amerykański historyk ekonomii[48]
  - Roma Przybyłowska-Bratkowska – polska dziennikarka i publicystka[49]
  - Witalij Skakun – ukraiński żołnierz, Bohater Ukrainy[50]
  - Luan Starova – albański i macedoński pisarz[51]
  - Zygmunt Woźniczka – polski historyk, prof. dr hab.[52]
- 23 lutego
  - Carlos Barbosa-Lima – brazylijski gitarzysta[53]
  - José Isidro Guerrero Macías – meksykański duchowny katolicki, biskup[54]
  - Jaakko Kuusisto – fiński kompozytor i dyrygent[55]
  - Rehman Malik – pakistański polityk i funkcjonariusz służb, minister spraw wewnętrznych (2008–2013)[56]
  - Antoni Niedzielski – polski psycholog, dr hab. nauk o zdrowiu[57]
  - Ramón José Viloria Pinzón – wenezuelski duchowny katolicki, biskup[58]
  - Antonietta Stella – włoska śpiewaczka operowa, sopran[59]
  - Ioan Zare – rumuński piłkarz[60]
- 22 lutego
  - Iwan Dziuba – ukraiński pisarz, dziennikarz i literaturoznawca[61]
  - Maffy Falay – turecki muzyk jazzowy[62]
  - Giancarlo Gallesi – włoski piłkarz[63]
  - Anna Karen – angielska aktorka[64]
  - Mark Lanegan – amerykański wokalista, autor tekstów, członek zespołu Screaming Trees[65]
  - Paweł Młynarczyk – polski klawiszowiec, muzyk zespołów Zoo i Siekiera[66]
  - Radowan Pawłowski – macedoński poeta i eseista[67]
  - Bogusław Ryba – polski działacz sportowy i nauczyciel akademicki, wiceprezes Głównego Komitetu Kultury Fizycznej i Sportu (1978–1985)[68]
  - Geraldo Sarno – brazylijski reżyser filmowy[69]
  - Zbigniew Sitek – profesor Akademii Górniczo-Hutniczej w Krakowie, w latach 1983–1989 przewodniczący Polskiego Towarzystwa Fotogrametrii i Teledetekcji[70]
  - Jesús Tirso Blanco – argentyński duchowny rzymskokatolicki, biskup Lwena (2008–2022)[71]
  - Josephine Veasey – brytyjska śpiewaczka operowa, mezzosopran[72]
- 21 lutego
  - Ernie Andrews – amerykański piosenkarz jazzowy, bluesowy i popowy[73]
  - Jan Chajda – polski naukowiec, specjalista z zakresu metrologii, prof. dr hab.[74]
  - Miguel Gallardo – hiszpański ilustrator, autor komiksów[75]
  - Andreas Herbig – niemiecki kompozytor i producent muzyczny[76]
  - Władimir Kabalin – rosyjski aktor[77]
  - Teodoros Kalwos – grecki aktor i reżyser[78]
  - Jewgienij Kozłowski – radziecki geolog i działacz partyjny, minister geologii (1975–1989)[79]
  - Ljuborad Stevanović – jugosłowiański piłkarz[80]
  - Bernardas Vasiliauskas – litewski pianista[81]
  - Abdul Waheed Khan – pakistański hokeista na trawie, mistrz olimpijski (1960)[82]
- 20 lutego
  - Šerif Aljić – bośniacki aktor[83]
  - Eduardo Bonomi – urugwajski polityk, minister pracy i opieki społecznej (2005–2009), minister spraw wewnętrznych (2010–2020)[84]
  - Pierluigi Frosio – włoski piłkarz[85]
  - Aron Girson – rosyjski aktor[86]
  - Joni James – amerykańska piosenkarka[87]
  - Fiodor Madurow – rosyjski rzeźbiarz[88]
  - Krystyna Meissner – polska reżyserka teatralna[89]
  - Teruhiko Saigo – japoński aktor i piosenkarz[90]
  - Jerzy Szperkowicz – polski pisarz, dziennikarz, reporter, publicysta[91]
  - Janusz Świtkowski – polski dyplomata i prawnik, ambasador w Malezji (1978–1982), Indiach (1985–1989) i Korei Południowej (1994–2001), dyrektor protokołu dyplomatycznego MSZ[92]
- 19 lutego
  - Joey Beauchamp – angielski piłkarz[93]
  - Gary Brooker – brytyjski muzyk, lider zespołu Procol Harum[94]
  - Jean-Luc Brunel – francuski przedsiębiorca i agent modelek[95]
  - Nigel Butterley – australijski kompozytor i pianista[96]
  - Emile Francis – kanadyjski hokeista, trener[97]
  - Franz Grave – niemiecki duchowny rzymskokatolicki, biskup pomocniczy Essen (1988–2008)[98]
  - Jan Hryniak – polski reżyser filmowy[99]
  - Leszek Kryst – polski chirurg stomatologiczny, prof. dr hab., wiceminister zdrowia i opieki społecznej (1984–1989)[100]
  - Marek Łaniecki – polski chemik, prof. dr hab.[101]
  - Xavier Marc – meksykański aktor[102]
  - Jan Pieńkowski – polski ilustrator, autor książek i komiksów dla dzieci[103]
  - Jacques Poos – luksemburski polityk, wicepremier i minister spraw zagranicznych Luksemburga (1984–1999)[104]
- 18 lutego
  - Oliver Antić – serbski prawnik i dyplomata, wykładowca akademicki, ambasador Serbii w Portugalii[105]
  - Nikola Dugandžija – chorwacki socjolog i religioznawca[106]
  - Masis Grigoryan – ormiański malarz[107]
  - Brad Johnson – amerykański aktor i model[108]
  - Giennadij Juchtin – rosyjski aktor[109]
  - Mauricio Lauzirika – hiszpański piłkarz, reprezentant kraju[110]
  - Bardhyl Londo – albański poeta i pisarz[111]
  - Józef Łosyk – polski działacz państwowy, przewodniczący Miejskiej i Powiatowej Rady Narodowej w Nowej Soli, wicewojewoda zielonogórski (1985–1990)[112]
  - Boris Niewzorow – rosyjski aktor[113]
  - Witold Paszt – polski piosenkarz, członek zespołu Vox[114]
  - Zdzisław Podkański – polski polityk, minister kultury (1996–1997)[115]
  - Héctor Pulido – meksykański piłkarz, trener[116]
  - Matan Rimac – jugosłowiański i chorwacki koszykarz i trener[117]
- 17 lutego
  - Steve Burtenshaw – angielski piłkarz, trener[118]
  - Fausto Cigliano – włoski piosenkarz i aktor[119]
  - Máté Fenyvesi – węgierski piłkarz, polityk[120]
  - Dallas Good – kanadyjski wokalista i gitarzysta, członek zespołu The Sadies[121]
  - Gerardo Humberto Flores Reyes – gwatemalski duchowny rzymskokatolicki, biskup Vera Paz (1977–2001)[122]
  - Paweł Juszczenko-Reson – polski gitarzysta, członek zespołu Niebiesko-Czarni[123][124]
  - Ivo Kadić – chorwacki aktor[125]
  - Robert Kordes – polski dziennikarz i felietonista[126]
  - František Lobkowicz – czeski duchowny rzymskokatolicki, biskup ostrawsko-opawski (1996–2022)[127]
  - Candido Mendes – brazylijski socjolog i pisarz[128]
  - André Messelis – belgijski kolarz szosowy[129]
  - Giuseppe Ros – włoski bokser[130]
  - Jennifer Toye – brytyjska śpiewaczka operowa (sopran)[131]
  - David Tyson – amerykański piosenkarz R&B[132]
- 16 lutego
  - Boris Balmont – radziecki urzędnik państwowy, polityk[133]
  - Vasilis Botinos – grecki piłkarz, reprezentant kraju[134]
  - Luigi De Magistris – włoski duchowny rzymskokatolicki, kardynał[135]
  - Michel Deguy – francuski poeta i tłumacz[136]
  - Dražen Gović – chorwacki piłkarz[137]
  - Chennaveera Kanavi – indyjski pisarz i poeta[138]
  - Didier-Léon Marchand – francuski duchowny rzymskokatolicki, biskup Valence (1978–2001)[139]
  - Amos Sawyer – liberyjski polityk, prezydent Liberii ad interim (1990—1994)[140]
  - Jack Smethurst – brytyjski aktor i komik[141]
  - Toni Stricker – austriacki skrzypek i kompozytor[142]
  - Valentino Valli – włoski piłkarz[143]
- 15 lutego
  - Rustam Akramov – uzbecki piłkarz, trener[144]
  - Sergiej Berkner – białoruski anglista pochodzenia żydowskiego, działacz ruchu oporu w trakcie II wojny światowej, autor wspomnień[145]
  - Youhanna Golta – egipski duchowny katolicki obrządku koptyjskiego, biskup kurialny patriarchatu Aleksandrii (1997–2020)[146]
  - Jan Idec – polski działacz partyjny i państwowy, I sekretarz Komitetu Miejskiego PZPR w Krośnie (1979–1981), wicewojewoda krośnieński (1981–1990)[147]
  - Arnaldo Jabor – brazylijski reżyser filmowy[148]
  - Kostas Kleftojannis – grecki aktor[149]
  - Bappi Lahiri – indyjski piosenkarz, kompozytor i producent nagrań[150]
  - Juan Carlos Lallana – argentyński piłkarz, reprezentant kraju[151]
  - Juan Antonio Quintana – hiszpański aktor[152]
  - Edgars Račevskis – łotewski dyrygent chórów[153]
  - Beverly Ross – amerykańska autorka tekstów piosenek[154]
  - Arif Şentürk – turecki piosenkarz[155]
  - Józef Zapędzki – polski strzelec sportowy, mistrz olimpijski (1968, 1972)[156]
- 14 lutego
  - Ralf Bursy – niemiecki wokalista rockowy[157]
  - Borislav Ivkov – serbski szachista, arcymistrz[158]
  - Wojciech Kalwat – polski aktor[159]
  - Eugeniusz Kościelak – polski lekarz, hematolog, członek rzeczywisty Polskiej Akademii Nauk[160]
  - Giennadij Mitrofanow – rosyjski aktor[161]
  - Julio Morales – urugwajski piłkarz, reprezentant kraju[162]
  - Sandy Nelson – amerykański perkusista rockowy[163]
  - Daniel Passent – polski dziennikarz, pisarz i dyplomata[164]
  - Włodzimierz Sierakowski – polski fotoreporter sportowy[165]
  - Karl Vaino – estoński polityk komunistyczny[166]
- 13 lutego
  - Afgan Askerow – azerski pisarz[167]
  - Louis Paul Bankston – amerykański muzyk rockowy[168]
  - Berit Berthelsen – norweska lekkoatletka, sprinterka, skoczkini w dal[169]
  - Alojzy Formela – polski samorządowiec, działacz kaszubski i NSZZ Rolników Indywidualnych „Solidarność”[170][171]
  - Enrique Hernández-Luike – hiszpański poeta i wydawca[172]
  - Radosław Kamiński – polski politolog i administratywista, dr hab. nauk społecznych[173]
  - Fabio Restrepo – kolumbijski aktor[174]
  - Halyna Sevruk – ukraińska artystka[175]
  - Aleksiej Szaginow – rosyjski malarz[176]
  - Roman Środa – polski samorządowiec i urzędnik, burmistrz Szydłowca (1994–1998)[177]
- 12 lutego
  - Tomás Osvaldo González Morales – chilijski duchowny rzymskokatolicki, biskup Punta Arenas (1974–2006)[178]
  - Howard Grimes – amerykański perkusista[179]
  - Zinaida Kirijenko – rosyjska aktorka[180]
  - William Kraft – amerykański kompozytor, dyrygent, pedagog, kotlista i perkusjonista[181]
  - Jagoda Murczyńska – polska filmoznawczyni[182]
  - Ivan Reitman – kanadyjski reżyser i producent filmowy[183]
  - Francis Xavier Sudartanta Hadisumarta – indonezyjski duchowny rzymskokatolicki, biskup Malang (1973–1988) oraz Manokwari-Sorong (1988–2003)[184]
  - Hugo Torres Jiménez – nikaraguański generał, rebeliant sandinistów i Sandinistowskiego Ruchu Odnowy[185]
  - Antoni Vadell Ferrer – hiszpański duchowny rzymskokatolicki, biskup pomocniczy Barcelony (2017–2022)[186]
  - Charles Yohane – zimbabweński piłkarz, reprezentant kraju[187][188]
- 11 lutego
  - Addai II Giwargis – iracki duchowny, patriarcha-katolikos Starożytnego Kościół Wschodu (1970–2022)[189]
  - Franca Cancogni – włoska pisarka i tłumaczka[190]
  - Ilja Datunaszwili – gruziński piłkarz[191]
  - Kevin Hogarth – australijski bokser, medalista olimpijski[192]
  - Philippe van Kessel – belgijski aktor i reżyser[193]
  - Jean-Marc Piotte – kanadyjski filozof i politolog[194]
  - Luís Ribeiro – brazylijski piłkarz[195]
  - Ravi Tandon – indyjski reżyser i producent filmowy[196]
  - Isabel Torres – hiszpańska aktorka[197]
- 10 lutego
  - Stefan Bednarek – polski historyk i teoretyk kultury[198]
  - Jewgienija Brik – rosyjska aktorka[199]
  - Henryk Burczyk – polski agronom i działacz partyjny, dr hab. nauk rolniczych, wiceminister rolnictwa (1971–1985), ambasador w Finlandii (1985–1990)[200]
  - Manuel Esquivel – belizeński fizyk, polityk, premier Belize (1984–1989, 1993–1998)[201]
  - Stanisław Maria Jankowski – polski historyk, dziennikarz, pisarz, publicysta[202]
  - Roman Kostrzewski – polski muzyk, wokalista i autor tekstów, członek zespołów Kat, Alkatraz oraz Kat & Roman Kostrzewski[203]
  - Eduard Kukan – słowacki polityk, minister spraw zagranicznych (1994, 1998–2006)[204]
  - Jan Malik – polski zawodnik hokeja na trawie, działacz sportowy, prezes Polskiego Związku Hokeja na Trawie[205]
  - Grażyna Michałowska – polska prawniczka, politolożka[206][207]
  - Mané Nett – chilijska aktorka[208]
  - Janina Panowicz-Lipska – polska prawniczka, cywilistka[209]
  - Joseph Surasarang – tajski duchowny rzymskokatolicki, biskup Chiang Mai (1987–2009)[210]
  - Stefan Żywotko – polski piłkarz i trener[211]
- 9 lutego
  - Antoni I – erytrejski duchowny, patriarcha Erytrejskiego Kościoła Ortodoksyjnego (2003–2006)[212]
  - Fabio Duque Jaramillo – kolumbijski duchowny rzymskokatolicki, biskup Armenia (2003–2012) i Garzón (2012–2022)[213]
  - Alicia Hermida – hiszpańska aktorka[214]
  - Joseph Horovitz – brytyjski kompozytor i dyrygent[215]
  - Jerzy Kruppé – polski archeolog i historyk, powstaniec warszawski[216]
  - Jan Magiera – polski kolarz, olimpijczyk (1964, 1968)[217]
  - Ian McDonald – brytyjski muzyk, były członek King Crimson i Foreigner[218]
  - Nora Nova – bułgarska piosenkarka[219]
  - Johnny Raper – australijski rugbysta[220]
  - Reinhard Schwabenitzky – austriacki reżyser[221]
  - André Wilms – francuski aktor[222]
  - Teresa Znamierowska – polska chemiczka[223]
- 8 lutego
  - Javier Berasaluce – hiszpański piłkarz[224]
  - Olga Denisowa – rosyjska artystka cyrkowa[225]
  - Borivoj Dovniković – chorwacki rysownik i ilustrator, twórca filmów animowanych[226]
  - Luz Odilia Font – portorykańska aktorka[227]
  - Zdzisław Kegel – polski prawnik, kryminolog[228]
  - Krzysztof Kuszewski – polski lekarz epidemiolog, podsekretarz stanu (1994–1997) i kierownik Ministerstwa Zdrowia (1997)[229]
  - Bill Lienhard – amerykański koszykarz, mistrz olimpijski (1952)[230]
  - Luc Montagnier – francuski wirusolog, współodkrywca HIV, laureat Nagrody Nobla w dziedzinie fizjologii i medycyny (2008)[231]
  - Gerhard Roth(inne języki) – austriacki pisarz[232]
- 7 lutego
  - Jerzy Bartmiński – polski językoznawca, prof. dr hab.[233]
  - Boris Dejch – ukraiński polityk, przewodniczący Rady Najwyższej Republiki Autonomicznej Krymu (2002–2006)[234]
  - Ivan Hudec – słowacki polityk, pisarz i dramaturg, minister kultury (1994–1998)[235]
  - Dan Lacey – amerykański malarz[236]
  - Zbigniew Namysłowski – polski saksofonista jazzowy, kompozytor i aranżer[237]
  - Andrzej Rapacz – polski biathlonista i biegacz narciarski, olimpijczyk (1972, 1976)[238]
  - Douglas Trumbull – amerykański specjalista od efektów specjalnych, reżyser i producent filmowy[239]
  - Yi Lijun – chińska pisarka, tłumaczka, badaczka literatury polskiej[240]
  - Fabio Zambiasi – brazylijski piłkarz[241]
- 6 lutego
  - Horst Bertl – niemiecki piłkarz, trener[242]
  - Maria Carrilho – portugalska polityk i socjolog, deputowana krajowa i europejska[243]
  - George Crumb – amerykański kompozytor[244]
  - Gustaw Dach – polski działacz konspiracji niepodległościowej w czasie II wojny światowej, żołnierz wyklęty, kawaler orderów[245]
  - Ronnie Hellström – szwedzki piłkarz[246]
  - Syl Johnson – amerykański wokalista i gitarzysta bluesowy, producent muzyczny[247]
  - Ryszard Kubiak – polski wioślarz, medalista olimpijski (1980)[248]
  - Lata Mangeshkar – indyjska piosenkarka[249]
  - Zdzisław Jan Ryn – polski psychiatra i dyplomata[250]
  - Przemysław Strach – polski prawnik i działacz sportowy, podsekretarz stanu w Kancelarii Prezydenta RP (1995)[251]
  - Ilmārs Verpakovskis – łotewski piłkarz i trener[252]
  - Predrag Peđa Vranešević – serbski muzyk rockowy[253]
- 5 lutego
  - Wiktor Buturlin – rosyjski reżyser filmowy[254]
  - Rubén Fuentes – meksykański skrzypek i kompozytor[255]
  - Angélica Gorodischer(inne języki) – argentyńska pisarka[256]
  - Anani Jawaszew – bułgarski aktor[257]
  - Ivan Kučírek – czeski kolarz torowy[258]
  - Fernando Marías – hiszpański pisarz[259]
  - Boris Mielnikow – rosyjski szermierz, mistrz olimpijski (1964)[260]
  - Kenta Nishimura – japoński powieściopisarz[261]
- 4 lutego
  - Quintin Ballardie – angielski altowiolista[262]
  - Marko Brecelj – słoweński i jugosłowiański muzyk i artysta konceptualny[263]
  - David Cattanach – szkocki piłkarz[264]
  - Steve Finney – angielski piłkarz[265]
  - Gianluca Floris – włoski pisarz i śpiewak belcanto[266]
  - Arthur Grigoryan – ormiański kompozytor[267]
  - Zolani Marali – południowoafrykański bokser[268]
  - Jerzy Osiatyński – polski ekonomista i polityk, prof. dr hab., poseł na Sejm X, I, II i III kadencji, minister finansów (1992–1993)[269]
- 3 lutego
  - Lauro António – portugalski reżyser i scenarzysta filmowy[270]
  - Donny Gerrard – kanadyjski piosenkarz[271]
  - Abu Ibrahim al-Hashimi al-Qurashi – iracki terrorysta, przywódca Państwa Islamskiego[272]
  - Dieter Mann – niemiecki aktor[273]
  - Maria Nurowska – polska powieściopisarka i nowelistka[274]
  - Jarosław Marek Rymkiewicz – polski poeta, eseista, dramaturg i krytyk literacki, profesor nauk humanistycznych[275]
  - Christos Sardzetakis – grecki prawnik, polityk, prezydent Grecji (1985–1990)[276]
  - Iľja Skoček – słowacki architekt i urbanista[277]
  - Ludmila Vaňková – czeska pisarka[278]
  - Francisco Raúl Villalobos Padilla – meksykański duchowny rzymskokatolicki, biskup Saltillo (1975–1999)[279]
- 2 lutego
  - Sławomir Arabski – polski architekt i karykaturzysta[280]
  - Sebastian Banaszczyk – polski aktor[281][282]
  - Rustica Carpio – filipińska aktorka[283]
  - Alicja Czarnecka – polska działaczka konspiracji niepodległościowej w czasie II wojny światowej, uczestniczka powstania warszawskiego, dama orderów[284]
  - Bill Fitch – amerykański trener koszykarski[285]
  - Ezio Frigerio – włoski kostiumograf, scenograf i projektant[286]
  - Helena Klup – polska działaczka kombatancka, uczestniczka powstania warszawskiego, dama orderów[287][288]
  - Anastas Kristofori – albański aktor[289]
  - Marcin Leśniewski – polski brydżysta[290]
  - Noel Treacy – irlandzki polityk, minister d.s. integracji europejskiej (2004–2007)[291]
  - Jochen Wolf – niemiecki polityk, komisarz rządowy w Poczdamie (1990) i Brandenburgii (1990), minister rozwoju miast, mieszkalnictwa i transportu w rządzie Brandenburgii (1990–1993)[292]
  - Monica Vitti – włoska aktorka[293]
- 1 lutego
  - Isaac Bardavid – brazylijski aktor[294]
  - Remi Joseph De Roo – kanadyjski duchowny rzymskokatolicki, biskup Victorii (1962–1999)[295]
  - Paolo Graziosi – włoski aktor[296]
  - Marian Haczyk – polski lekkoatleta, oszczepnik[297][298][299]
  - Heo Cham – południowokoreański prezenter radiowy i telewizyjny[300]
  - Marian Dobrosielski – polski profesor filozofii, dyplomata i działacz komunistyczny[301]
  - Shintarō Ishihara – japoński polityk i pisarz[302]
  - Paweł Malaka – polski piłkarz ręczny, reprezentant Polski[303][304]
  - Stanisław Olejniczak – polski koszykarz, olimpijczyk (1964)[305]
  - Leslie Parnas – amerykański wiolonczelista[306]
  - Awis Priwin – rosyjski operator filmowy[307]
  - Wolfgang Schwanitz – niemiecki generał, funkcjonariusz Stasi[308]
  - Mosese Taga – fidżyjski rugbysta, trener i działacz[309]
  - Ellen Tiedtke – niemiecka aktorka i piosenkarka[310]
  - Bogdan Walczak – polski językoznawca, prof. dr hab.[311]
  - Maurizio Zamparini – włoski przedsiębiorca i działacz sportowy[312]
  - Zygmunt Zawada – polski chemik, dr hab.[313]
  - Jon Zazula – amerykański producent muzyczny[314]

- data dzienna nieznana
  - Willie Leacox – amerykański perkusista, członek zespołu America[315]
  - Marek Pieczara – polski działacz państwowy i partyjny, naczelnik gminy Szczerców (1971–1981), wójt gminy Bełchatów (1986–2006)[316]
  - Ryszard Zawiszewski – polski samorządowiec i działacz partyjny, radny sejmiku kujawsko-pomorskiego i Bydgoszczy[317]